# وال-له-بنستروف
وال-له-بنستروف (به فرانسوی: Vahl-lès-Bénestroff) یک کمون در فرانسه است که در Canton of Albestroff واقع شده‌است.

## خصوصیات
وال-له-بنستروف ۸٫۹۷ کیلومترمربع مساحت و ۱۱۷ نفر جمعیت دارد و ۲۴۵ متر بالاتر از سطح دریا واقع شده‌است.